# 주고 클래식스
주고 클래식스는, 주고고론신샤 (中央公論新社, 요미우리 신문 그룹)가 간행한 신서판의 제호이다. 2001년 4월에 창간되어  2019년 가을에 정간되었다. 184권 (별책 제외)이  간행되었다.

## 안내
1966년부터 1982년에 걸쳐 간행된 「세계의 명저」, 「일본의 명저」의 개정 신판을 중심으로 간행되었다.「일본의 명저」 시리즈 이외로는, 「주고고론」(中央公論) 집필 등으로 관계가 깊었던, 인문·사회 과학계는 와쓰지 데쓰로, 미야자키 이치사다, 다케야마 미치오(竹山道雄), 하야시 다쓰오(林達夫), 우메사오 다다오, 고사카 마사타카 (高坂正堯), 나가이 요노스케(永井陽之助) 등, 문학자로는 오리쿠치 시노부(折口信夫), 아이즈 야이치(会津八一), 다니자키 준이치로, 사카구치 안고 등에 의한 저작이 간행되고 있다.
당초에는 매월 1·2권이 간행되었는데, 2010년 전후부터는 수개월에 1권, 2019년 11월 이후는 간행이 중지되었다.
별책으로는, 테마별 해설집인 「주고클래식스 코멘타리」(「성전」, 「제자 백가~」, 「가마쿠라 불교~」, 「르네상스」의 전 4권)와, 가이드북인 「고전의 문」(전 2권)이 있다.